# کایانی ۱۵۱۹
سیارک ۱۵۱۹ (به انگلیسی: 1519 Kajaani، نامگذاری:1938UB) هزار و پانصد و نوزدهمین سیارک کشف شده‌است که در ۱۵ اکتبر ۱۹۳۸ کشف شد.
قدر مطلق سیارک برابر ۱۱٫۴۰ است.